# Tańczący dom
Tańczący dom (cz. Tančící dům) – awangardowy budynek projektu pary architektów: Vlado Milunića i Franka Gehry’ego w stylu dekonstruktywistycznym. Swą nazwę zawdzięcza kształtowi, w którym można dopatrzeć się sylwetki tańczącej pary. Często nazywany też Ginger i Fred na cześć słynnej pary tancerzy – Freda Astaira i Ginger Rogers. Został zbudowany w 1996 roku, na prawym brzegu Wełtawy w Pradze, w dzielnicy Nové Mĕsto. Jest to biurowiec, na dachu którego znajduje się restauracja z widokiem na miasto.
Przed postawieniem tego budynku w Pradze Frank Gehry wyraził zainteresowanie stworzeniem nowoczesnego budynku w Warszawie, jednak władze stolicy nie zaakceptowały śmiałych, dekonstruktywistycznych wizji architekta.

## Galeria

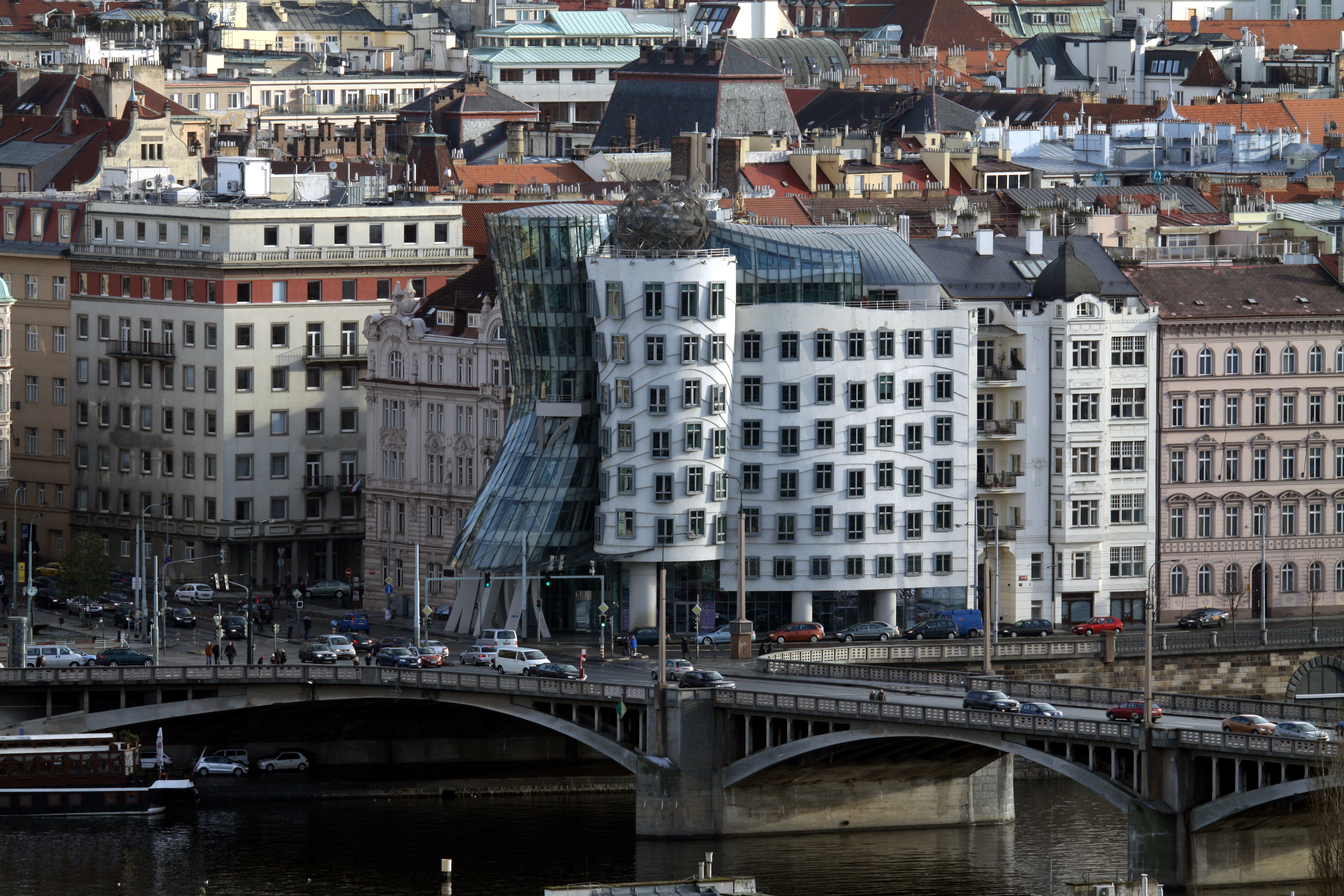
Most Jiráska i Tańczący dom
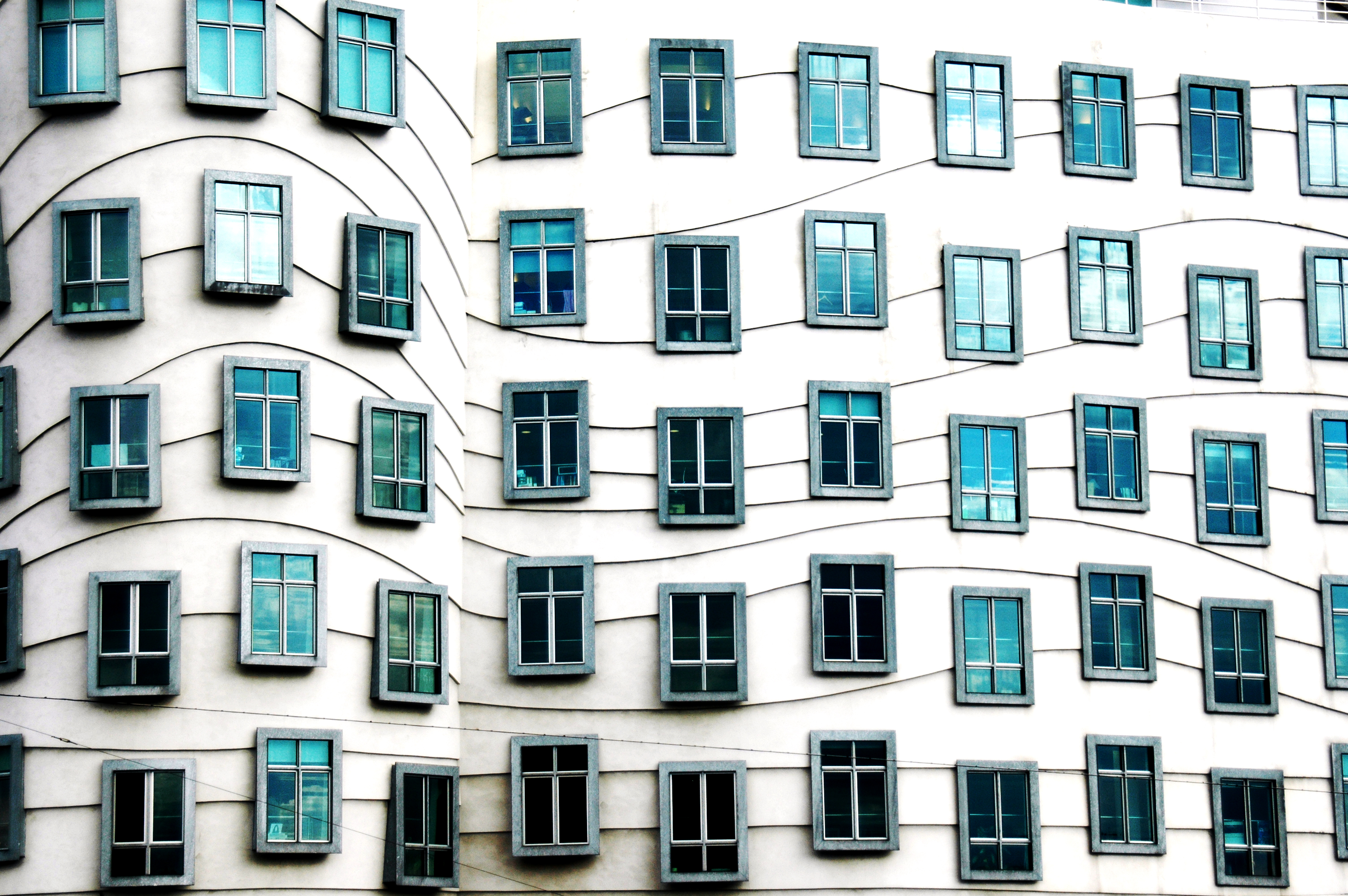
Okna
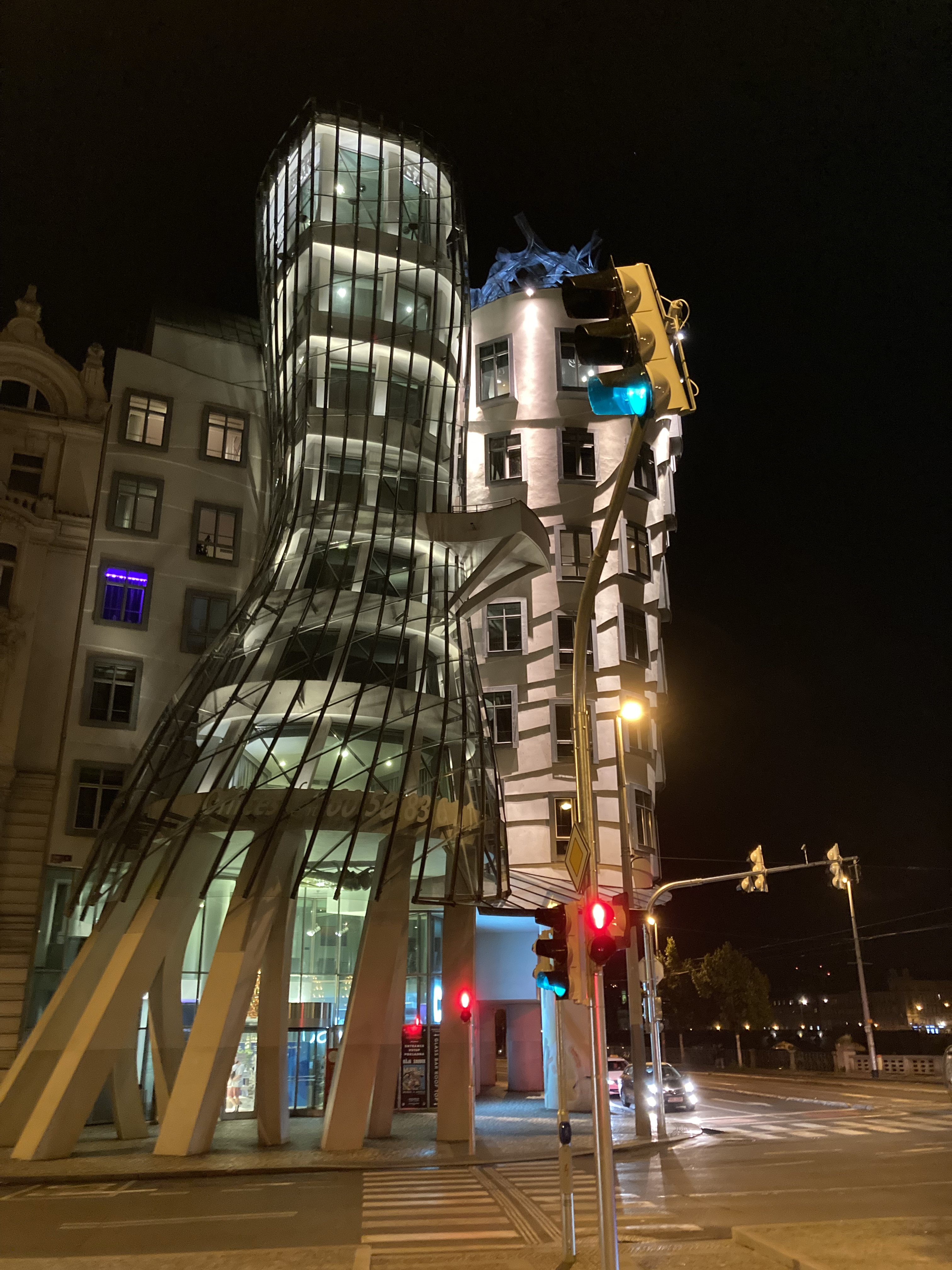
Tańczący dom nocą
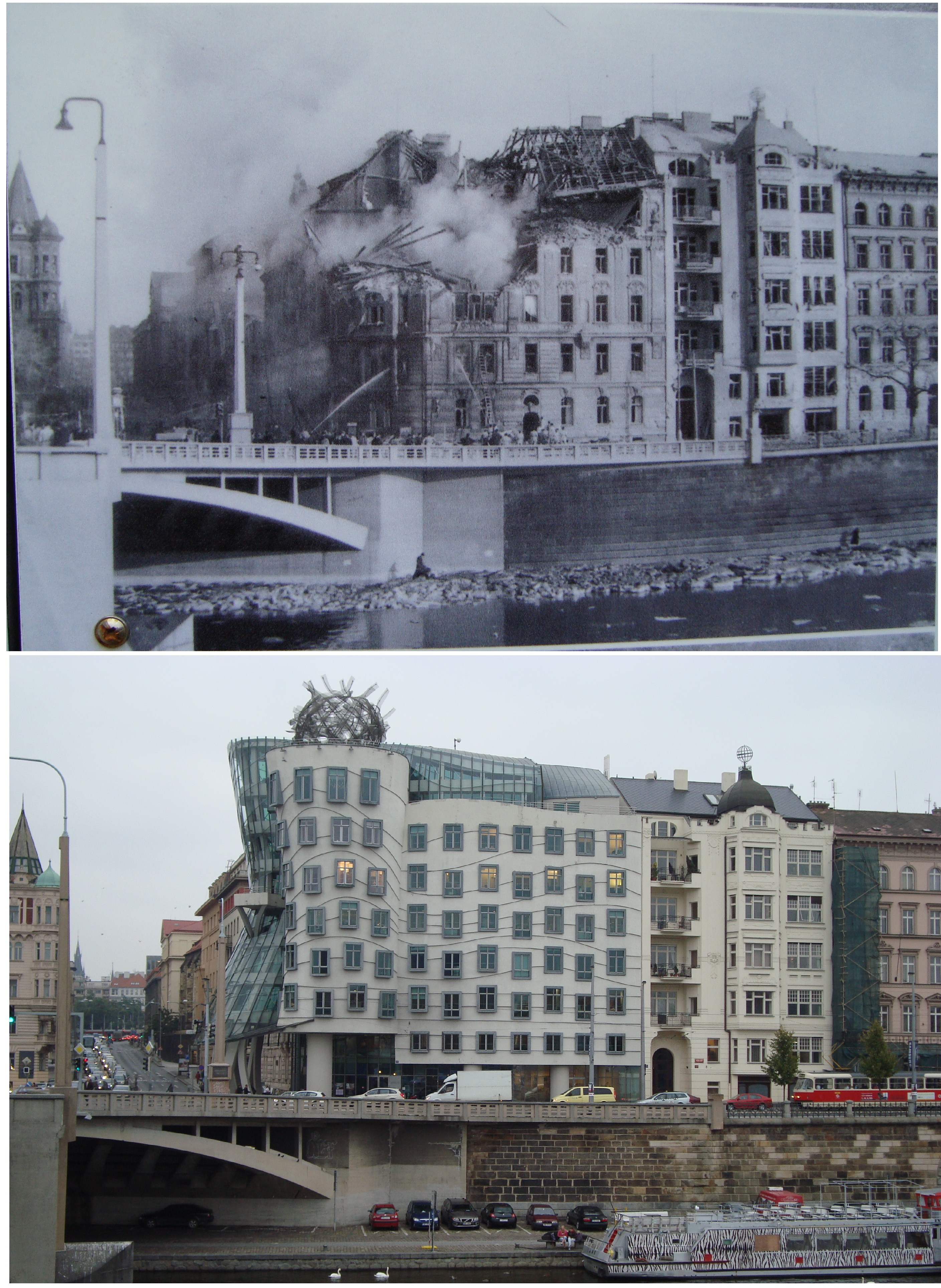
Zdjęcie u góry: zbombardowana secesyjna kamienica w 1945 roku. Na dole: Tańczący dom 2010 rok